# Ramazzottius anomalus
Ramazzottius anomalus är en djurart som tillhör fylumet trögkrypare, och som först beskrevs av Giuseppe Ramazzotti 1962.  Ramazzottius anomalus ingår i släktet Ramazzottius och familjen Hypsibiidae. Inga underarter finns listade i Catalogue of Life.